# Taproban
Taproban é uma banda de rock progressivo originaria da Italia. A última formação da banda se compõe com Gianluca De Rossi, no vocal, teclado e sintetizadores, Francesco Pandico (bateria e percussão) e  Roberto Vitelli (baixo e guitarra). http://www.artistsandbands.org/ita/uploads/photos/435.jpg Em falta ou vazio |título= (ajuda)

## Formação
A banda se formou em 1996, inicialmente com o tecladista Gianluca de Rossi, Fabio Mociatti, na bateria, o baixista Stefano Proietti e Paolo Cedroni, nos vocais. O nome Taproban, veio de Trapobana, que era uma antiga designação da república do Sri Lanka. Em 1997 a banda mudou parte de sua 1ª formação, colocando Valter Strappolini na bateria, no lugar de Mariotti, e o baixista/guitarrista Roberto Pizzi. A principal influência do grupo italiano era o pop sinfônico e rock progressivo dos anos 70, representado por bandas como Genesis, Yes, Gentle Giant and King Crimson. Depois de terem lançado o primeiro demo-tape em 1996, lançaram o segundo, gravado em 17 e 18 de Janeiro de 1998 no estúdio L’Elefante Bianco, em Roma.

## Ogni Pensiero Vola
Após dois anos de inatividade, a banda retornou em 2001 às gravações, ja com a formação atual. No ano seguinte, sai o primeiro álbum da banda: Ogni Pensiero Vola. O álbum conseguiu boa repercussão em algumas revistas e jornais especializados em rock na Europa, como Highlands Music, da França (n°19 - Maio 2002), Euro Rock Press, do Japão (n° 13), Progressive Newsletter, da Alemanha (n° 40), The Journal of the Classic Rock Society, da Inglaterra (n°126 - Junho 2002), entre outros. 

## Outside Nowhere
Entre Junho e Setembro de 2003, o trio italiano gravou as músicas do novo álbum que foi lançado em 2004. Seu nome: Outside Nowhere. A principal inspiração desse novo álbum foi o espaço sideral, com forte influência da saga Star Wars. A música que leva o mesmo nome do disco, é uma suite de 19 minutos no qual se destaca a grande instrumentação típica do progressivo setentista. Outra curiosidade é na última música, intitulada Nexus. Na parte final da música pode se ouvir as últimas palavras do cosmonauta russo Vladimir Komarov, que morreu a bordo da Soyuz 1, em 1967. Nesse disco, têm-se também a participação do saxofonista Alessandro Papotto. 

## Entre-álbuns: DVD Outside Nowhere e 7 Samurai
No ano seguinte ao lançamento do segundo trabalho do Taproban, é lançado um DVD-Documentário, que leva o mesmo nome do último trabalho feito. Nele há varias entrevistas com os membros da banda, e varias seções com músicas dos dois álbuns. No fim do ano, os integrantes da banda fazem um tributo à
Akira Kurosawa, com três suites de vinte minutos: The Peasants, The Samurai e The Bandits. Nesse trabalho também há a participação de Papotto.

## Posidonian Fields
Entre o fim de Fevereiro e o início de Maio de 2006, foi gravado nos estúdios XL (Ex Fonderia) o terceiro álbum da banda chamado Posidonian Fields. O álbum conceitual, é inspirado no abismo submarino, fazendo uma metáfora com o subconsciente humano. Uma característica do álbum é o abandono do idioma nativo dos músicos, com todas as letras sendo em inglês. O álbum foi citado entre um dos favoritos no site especializado em rock progressivo Progwards (). Em 19 de Maio de 2006, a banda se apresenta no Stazione Birra e em Novembro é lançado, finalmente o álbum. 
No fim de 2006, a banda resolveu dar uma pausa em suas atividades e seus integrantes fizeram outros projetos musicais solo.

## Retorno e nova formação
Durante cinco anos, o site da banda ficou parado sem atualizações. Para a surpresa dos fãs do prog italiano, Gianluca di Rossi anunciou o retorno da banda em Março de 2012, agora com uma nova formação. No lugar de Davide Guidone, entrou no baixo Roberto Vitelli e na bateria entrou Francesco Pandico. Um novo álbum está sendo feito pelo trio, com a temática do elemento Fogo. Todo o trabalho de mídia da banda está sendo feito pelo produtor Paolo Carnelli.